# Caradrina ibeasi
Caradrina ibeasi is een vlinder uit de familie uilen (Noctuidae). De wetenschappelijke naam is voor het eerst geldig gepubliceerd in 1918 door Fernandez.
De soort komt voor in Europa.